# بروكلين ديكر
بروكلين ديكر دانييل (بالإنجليزية: Brooklyn Decker)‏ (12 أبريل 1987) عارضة أزياء وممثلة اميركية معروفة من ظهورها في مجلات الرياضة المصورة, بكسوة السباحة. متزوجة من أندي روديك لاعب التنس الأميركي المعروف.

## روابط خارجية
- بروكلين ديكر على موقع IMDb (الإنجليزية)
- بروكلين ديكر على موقع ألو سيني (الفرنسية)
- بروكلين ديكر على موقع تيرنر كلاسيك موفيز (الإنجليزية)
- بروكلين ديكر على موقع أول موفي (الإنجليزية)
- بروكلين ديكر على موقع بوكس أوفيس موجو (الإنجليزية)
- بروكلين ديكر على موقع قاعدة بيانات الأفلام السويدية (السويدية)
- بروكلين ديكر على موقع إن إن دي بي (الإنجليزية)
- بروكلين ديكر على موقع قاعدة بيانات الفيلم (الإنجليزية)
- بروكلين ديكر على موقع كينوبويسك (الروسية)
- بروكلين ديكر على موقع دليل عارضات الأزياء (الإنجليزية)